# Виконавчий юань
Виконавчий юань Республіки Китай (кит.: 行政院) — вищий орган виконавчої влади Республіки Китай.

## Діяльність
Виконавчий юань складається з президента (перший міністр Республіки Китай), віцепрезидента, міністрів і президентів комісій, а також міністрів без портфеля. Голову Виконавчого юаня призначає президент Республіки за згодою Законодавчого юаня. Інших членів Виконавчого юаня призначає президент Республіки за пропозицією голови Виконавчого юаня.
Виконавчий юань складається з наступних міністерств: внутрішніх справ, закордонних справ, національної оборони, фінансів, освіти, юстиції, економічних справ, транспорту і комунікацій, праці, сільського господарства, охорони здоров'я та соціального захисту, довкілля і природних ресурсів, культури і науки та техніки.

## Голова уряду
- Прем'єр-міністр — Су Чженьчан (кит.: 蘇貞昌).
- Віцепрем'єр-міністр — Лінь Сіяо (англ. Lin Hsi-Yao).
- Генеральний секретар Виконавчого юаню — Чень Мейлін (англ. Chen Mei-Ling).
- Заступник генерального секретаря Виконавчого юаню — Ши Кехе (англ. Shih Keh-Her).
- Заступник генерального секретаря Виконавчого юаню — Ун Юйсє (англ. Ung Yu-Hsieh).

## Кабінет міністрів
Склад чинного уряду подано станом на 1 червня 2016 року.
| Логотип | Міністерство                                | Міністр           | Фото | Час на посаді | Час на посаді | Партія | Партія | Вебсайт                                        |
| ------- | ------------------------------------------- | ----------------- | ---- | ------------- | ------------- | ------ | ------ | ---------------------------------------------- |
|         | Міністерство внутрішніх справ (內政部)      | Су Коюн 徐國勇    |      |               |               |        |        | [Архівовано 2 травня 2021 у Wayback Machine.]  |
|         | Міністерство економіки (經濟部)             | Ван Мейхуа 王美花 |      |               |               |        |        | [Архівовано 12 травня 2021 у Wayback Machine.] |
|         | Міністерство закордонних справ (外交部)     | Джозеф У 吳釗燮   |      |               |               |        |        | [Архівовано 7 грудня 2017 у Wayback Machine.]  |
|         | Міністерство культури (文化部)              | Лі Юнде 李永得    |      |               |               |        |        |                                                |
|         | Міністерство науки і технології (科技部)    | У Ченчун 吳政忠   |      |               |               |        |        |                                                |
|         | Міністерство оборони (國防部)               | Чу Кочен 邱國正   |      |               |               |        |        |                                                |
|         | Міністерство освіти                         | Пань Венчун       |      |               |               |        |        |                                                |
|         | Міністерство охорони здоров'я і страхування | Лінь Чоуєнь       |      |               |               |        |        |                                                |
|         | Міністерство праці                          | Ко Фун Юй         |      |               |               |        |        |                                                |
|         | Міністерство транспорту і зв'язку           | Хо Ченьтань       |      |               |               |        |        |                                                |
|         | Міністерство фінансів                       | Ше Юйдже          |      |               |               |        |        |                                                |
|         | Міністерство юстиції                        | Чу Тайсань        |      |               |               |        |        |                                                |
|         | Міністр без портфеля                        | Чан Цзінсень      |      |               |               |        |        |                                                |
|         | Міністр без портфеля                        | Чень Таїньджи     |      |               |               |        |        |                                                |
|         | Міністр без портфеля                        | Су Джань-Яу       |      |               |               |        |        |                                                |
|         | Міністр без портфеля                        | Лінь Мейчу        |      |               |               |        |        |                                                |
|         | Міністр без портфеля                        | Лінь Ваньї        |      |               |               |        |        |                                                |
|         | Міністр без портфеля                        | Ши Джуньджи       |      |               |               |        |        |                                                |
|         | Міністр без портфеля                        | У Хунмо           |      |               |               |        |        |                                                |
|         | Міністр без портфеля                        | У Ченчун          |      |               |               |        |        |                                                |

## Будівля

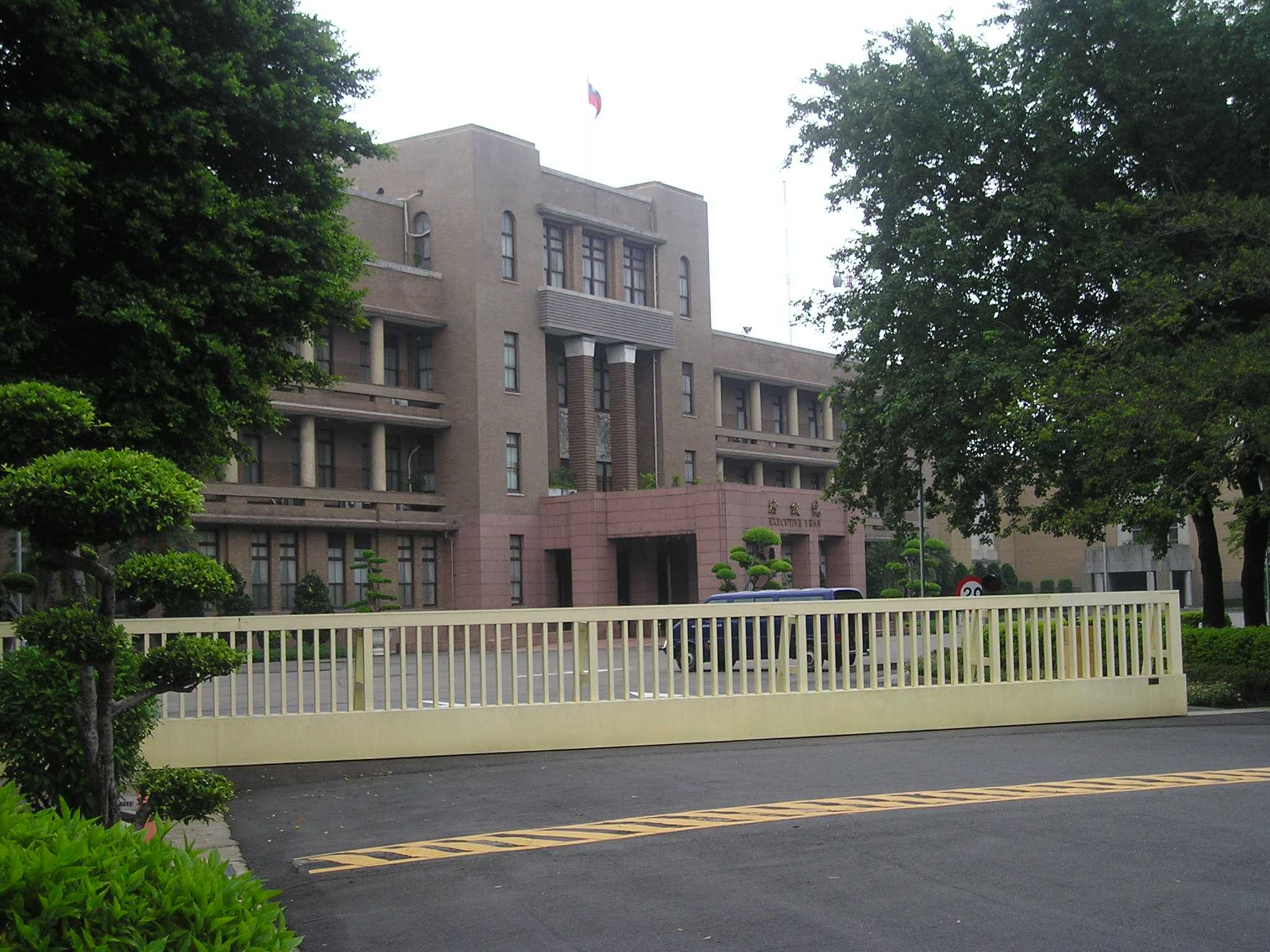
Штаб-квартира Виконавчого юаня

### Інші члени уряду
| Логотип | Орган                                                | Голова                                               | Фото | Час на посаді | Час на посаді | Партія | Партія | Вебсайт |
| ------- | ---------------------------------------------------- | ---------------------------------------------------- | ---- | ------------- | ------------- | ------ | ------ | ------- |
|         | Рада з сільського господарства                       | Цао Чихун (Tsao Chi-Hung)                            |      |               |               |        |        |         |
|         | Рада з атомної енергетики                            | Сі Шоушин (Hsieh Shou-Shing)                         |      |               |               |        |        |         |
|         | Центральна виборча комісія                           | Лю Їчоу (Liu I-Chou)                                 |      |               |               |        |        |         |
|         | Берегова охорона                                     | Лі Чунвей (Lee Chung-Wei)                            |      |               |               |        |        |         |
|         | Рада національного розвитку                          | Чень Таїньджи (Chen Tain-Jy)                         |      |               |               |        |        |         |
|         | Рада у справах хакка                                 | Лі Юнте (Lee Yung-Te)                                |      |               |               |        |        |         |
|         | Рада у справах аборигенів                            | Чоу Юаньчин (Chou Yuan-ching a.k.a. Icyang Parod)    |      |               |               |        |        |         |
|         | Генеральний директорат бюджету, активів і статистики | Чу Цемін (Chu Tzer-Ming)                             |      |               |               |        |        |         |
|         | Генеральний директорат державної служби              | Ши Ніндже (Shih Ning-Jye)                            |      |               |               |        |        |         |
|         | Адміністрація з охорони природи                      | Лі Їн'юань (Lee Ying-Yuan)                           |      |               |               |        |        |         |
|         | Комісія фінансового нагляду                          | Дін Кунва (Ding Kung-Wha)                            |      |               |               |        |        |         |
|         | Рада з питань материкової території                  | Кетрін Чан (CHANG Hsiao-yueh a.k.a. Catharine Chang) |      |               |               |        |        |         |
|         | Комісія у справах Монголії та Тибету                 | Лінь Мейчу (Lin Mei-Chu)                             |      |               |               |        |        |         |
|         | Національна комісія зв'язку                          | Ши Шихау (Shyr Shyr-Hau)                             |      |               |               |        |        |         |
|         | Рада з питань заморських громад                      | У Сіньсін (Wu Hsin-Hsing)                            |      |               |               |        |        |         |
|         | Комісія державного будівництва                       | У Хунмо (Wu Hong-Mo)                                 |      |               |               |        |        |         |
|         | Рада у справах ветеранів                             | Лі Шинджоу (Lee Shying-Jow)                          |      |               |               |        |        |         |
|         | Комісія з чесної торгівлі                            | У Шоумін (Wu Shiow-Ming)                             |      |               |               |        |        |         |
|         | Національний палацевий музей                         | Лінь Джен'ї (Lin Jeng-Yi)                            |      |               |               |        |        |         |